# NGC 134
NGC 134 es una galaxia espiral barrada localizada a 60 millones de años luz en la constelación de Sculptor. Se asemeja a la Vía Láctea con sus brazos espirales holgadamente envueltos alrededor de una región central brillante en forma de barra. Sus brazos espirales ligeramente unidos lo clasifican como Sbc de tipo Hubble.
La imagen del VLT de la galaxia (que se muestra a la derecha) revela lo siguiente. Una característica destacada de NGC 134 es su disco deformado, es decir, cuando se ve de lado, no parece plano. Se elimina un rastro de gas desde el borde superior del disco. Juntas, estas características sugieren que interactuó con otra galaxia, pero eso no se ha comprobado. La galaxia tiene una abundancia de regiones de hidrógeno ionizado a lo largo de sus brazos espirales donde se forman las estrellas. Estas regiones aparecen rojas en la imagen. También tiene muchos carriles oscuros de polvo que ocluyen su luz estelar completa.
El descubrimiento de NGC 134 a menudo se atribuye a Sir John Herschel en el Cabo de Buena Esperanza, pero sí notó que podría haber sido el 590 objeto descubierto por James Dunlop en su publicación de 1828, seis años antes de las propias observaciones de Herschel. O'Meara ha sugerido que NGC 134 podría ser nombrado como la Galaxia del Calamar Gigante.
La supernova 2009gj en NGC 134 fue descubierta en 2009 por el astrónomo aficionado Stuart Parker en Nueva Zelanda.